# Остерлі (станція метро)
51°28′53″ пн. ш. 0°21′08″ зх. д. / 51.481275° пн. ш. 0.35218° зх. д.
Остерлі (англ. Osterley) — станція Лондонського метро в Остерлі, боро Гаунслоу, Західний Лондон. Станція знаходиться на відгалуженні Хітроу лінії Пікаділлі, між станціями Бостон-манор та Гаунслоу-Іст, у 4-й тарифній зоні. В 2017 році пасажирообіг станції становив 2.19 млн пасажирів.

## Конструкція станції
Конструкція станції — відкрита наземна з однією острівною платформою на дузі.

## Історія
- 1 травня 1883: відкриття станції «Остерлі-енд-Спрінг-гроув» Metropolitan District Railway (MDR; сьогоденна лінія Дистрикт)
- 13. червня 1905: завершення електрифікації колії
- 13. березня 1933: відкриття трафіку лінії Пікаділлі
- 25. березня 1934: відкриття станції на сьогоденному місці під назвою Остерлі
- 9. жовтня 1964: припинення трафіку лінії Дистрикт[4]

## Пересадки
Пересадки на автобуси London Buses маршруту H91.

## Послуги
| Попередня станція | Лінія | Лінія                            | Лінія | Наступна станція |
| ----------------- | ----- | -------------------------------- | ----- | ---------------- |
| Бостон-манор      |       | Лондонське метро Лінія Пікаділлі |       | Гаунслоу-Іст     |